# Anagelasta
Anagelasta is een kevergeslacht uit de familie van de boktorren (Cerambycidae). De wetenschappelijke naam van het geslacht werd voor het eerst geldig gepubliceerd in 1925 door Pic.

## Soorten
Anagelasta omvat de volgende soorten:
- Anagelasta transversevittata Breuning, 1965
- Anagelasta trimaculata Breuning, 1938
- Anagelasta apicalis Pic, 1925
- Anagelasta grisea Breuning, 1936
- Anagelasta lineifrons Gressitt, 1951
- Anagelasta rondoni Breuning, 1965